# 熙钰
熙钰（？—？）字宝臣，蒙古正白旗人，清末民初官员。

## 生平
熙钰是直隶补用道续昌（字燕甫）之子。民国三年（1914年）内，熙钰一度署理密云副都统。1913年，熙钰出任中华民国第一届国会众议员。1922年8月15日，熙钰、訥謨圖等蒙古国会議員成立了蒙古議員俱樂部，為國會再複活時期擁护曹锟賄選大總統的第一個政圑。该组织的核心人物为熙钰、讷谟图等人，其事务所设在北京福佑寺，党纲宣言由李景龢、 易宗夔代拟。该组织因内部意见不统一，后来无形解散，所以在国会内不受重视。
1923年2月10日，熙钰获授将军府将军。1924年2月9日，熙钰获授将军府劼威将军。段祺瑞的中华民国临时政府时期，熙钰任翊卫使，曾参加吊唁孙中山、接待九世班禅访问北京等活动。